# Juan Nicolás de Acha y Cerragería
Juan Nicolás de Acha y Cerragería   (Arespalditza, 14 d'agost de 1824 - Madrid, 19 de juny de 1899) va ser un financer, filantrop i pintor basc.
Va néixer el 14 d'agost de 1824 a Arespalditza en una família acomodada i ben relacionada de la vall d'Aiara. Estava emparentat, entre d'altres, amb Domingo de Acha y Larrea, que havia estat membre del Consell d'Hisenda al segle XVIII i amb el primer comte de Cerragería, un important polític i financer. Eventualment va establir-se a Madrid, on va procurar-se una bona posició mercès de la seva activitat a la banca i als negocis, que van permetre-li viatjar i assolir una sòlida cultura. Paral·lelament va conrear la pintura, i va participar en l'Exposició Nacional de Belles Arts de 1871 amb el quadre titulat Paradís terrenal.
El 1873 es va casar a Madrid amb Elisa de Otañes y Llaguno, amb qui va tenir dos fills, Alberto i Eduardo. El febrer de 1876 va esdevenir administrador de la fortuna del seu difunt amic Francisco de las Herrerías y del Arco, en qualitat de marmessor del seu testament, en el qual el testador havia deixat 971.000 pessetes perquè fossin dedicades la construcció d'hospitals, asils i altres establiments benèfics, deixant llibertat d'actuació als marmessors per destinar-la a les obres que consideressin oportunes. Des d'aleshores, Acha va dedicar-se plenament a les obres filantròpiques, essent benefactor de la Inclusa de Madrid. Així mateix, va destacar la fundació del nou edifici de l'Institut Oftàlmic de Madrid, convençut pel doctor Santa Cruz, que va acabar completant-se amb aportacions pròpies i d'altres persones. L'institut va ser donat finalment a l'estat espanyol i va ser inaugurat el 10 de juliol de 1903, després de la mort de Juan Nicolás Acha, succeïda el 19 de juny de 1899. Gràcies a la seva tasca filantròpica, la reina regent Maria Cristina d'Àustria va crear el títol de marquès d'Acha en reconeixement dels mèrits el 22 de gener de 1904, que va ostentar el seu fill Alberto.